# ウィリアム・シャープ (政治家)
ウィリアム・シャープ（William Sharpe, 1742年12月13日 - 1818年7月1日）は、ノースカロライナ州出身の法律家、政治家。大陸会議代議員を務めた。
シャープは1742年にメリーランド州ロック・チャーチで生まれた。彼は古典と法律を勉強した。彼は弁護士として認可され、1763年にノースカロライナ州メクレンバーグ郡で弁護士業を開業した。
シャープは1775年に植民地議会の議員になった。彼は1776年のインディアン討伐でグリフィス・ラザフォード将軍の側近となった。彼はリチャード・キャズウェル知事から4人のインディアン担当委員のうちの1人に任命され、1777年にインディアンと条約を締結した。シャープは1776年にハリファックスで開催されたノースカロライナ州憲法制定会議に参加した。彼は州憲法の最初の枠組みを作る支援をした。彼はその後1779年から1781年まで大陸会議の代議員を務めた。彼は1781年と1782年にノースカロライナ州下院議員に選出された。シャープは1818年にノースカロライナ州ステイツビル近郊で死去した。彼はスノー・クリーク墓地に埋葬された。

## 参照
1. ↑  Rumple, Jethro (2005). A History of Rowan County, North Carolina. Heritage Books. p. 112. ISBN 9-7807-8841-2035